# Cameley
Cameley – wieś w Anglii, w hrabstwie ceremonialnym Somerset, w dystrykcie (unitary authority) Bath and North East Somerset. Leży 15 km na południe od miasta Bristol i 170 km na zachód od Londynu. Miejscowość liczy 1286 mieszkańców.